# Human Conditions
Human Conditions è il secondo album da solista di Richard Ashcroft, pubblicato il 2 ottobre 2002.

## Tracce
1. Check the Meaning – 8:04
2. Buy It In Bottles – 4:39
3. Bright Lights – 5:15
4. Paradise – 5:37
5. God In the Numbers – 6:58
6. Science of Silence – 4:15
7. Man On A Mission – 5:29
8. Running Away – 4:16
9. Lord I've Been Trying – 5:23
10. Nature Is the Law – 4:55

Bonus Track edizione giapponese
1. The Miracle - 3:51

- La bonus track era stata originariamente pubblicata come b-side del singolo "Check the Meaning".

## Singoli estratti
- Check the Meaning (2002)
- Science of Silence (2002)
- Buy It in Bottles (2003)